# Andrea Da Mosto
Andrea Da Mosto (* 9. Januar 1868 in Graz; † 18. August 1960 in Venedig) war von 1932/37 bis 1940 Direktor des Staatsarchivs Venedig. Er publizierte ein bis heute gültiges Überblickswerk über die dortigen Bestände und die staatlichen Strukturen der Republik Venedig.
Andrea Da Mosto wurde als Sohn des Antonio und der Carlotta Bartakovich di Kis Apponyi im österreichischen Graz geboren. Er wurde in Rechtswissenschaften promoviert und arbeitete zunächst als Anwalt. Am 2. Juni 1894 wurde er zum alunno di I categoria im Staatsarchiv Rom, um dort drei Jahre später sottoarchivista di III classe zu werden. 1906 stieg er in die II classe auf. Zwar wurde er vom 7. Mai bis 7. Juli 1902 zum Militärdienst einberufen, doch konnte er danach wieder seinen Archivarsdienst aufnehmen. 
Am 7. Juli 1907 zog er nach Venedig, wo er vom Unterarchivar zum Archivar aufstieg, zunächst III und II classe, dann ab dem 15. Januar 1918 I classe, nachdem er von 1915 bis 1918 an den Kämpfen des Ersten Weltkrieges teilgenommen hatte. Seit 1913 war er korrespondierendes Mitglied der Deputazione veneta di Storia Patria, 1920 wurde er Mitglied des Ateneo Veneto. Ab dem 24. April 1920 war er Archivar und stieg auch in dieser Funktion von gruppo A, grado X bis nach VIII auf, womit er zugleich Archivleiter wurde, ab dem 5. Januar 1932 Direktor. Von 1936 bis 1937 war er reggente della direzione des Staatsarchivs.

## Werke (Auswahl)
- L’antico Regno di Damasco, Rom 1888. (Digitalisat)
- Il portolano attribuito ad Alvise da Ca’ da Mosto, in: Bollettino della Società Geografica Italiana (1893) 540–567 (vgl. Alvise Cadamosto).
- Le confessioni di un gentiluomo veneziano del secolo XVII, in: Rivista delle biblioteche e degli archivi (1902) 33–42.
- I diarii di Marino Sanuto, in: Rivista delle biblioteche e degli archivi (1903) 61–63 und (1904) 110 f.
- Ordinamenti militari delle soldatesche dello stato romano dal 1430 al 1470, in: Quellen und Forschungen aus italienischen Archiven und Bibliotheken 5 (1903) 19–34 (zu Marin Sanudo dem Jüngeren). (online, PDF)
- Domenico Pizzamano, in: Nuovo archivio veneto XXIII (1912) 5–51 (Digitalisat) und XXIV, S. 444–453.
- Bandiere e distintivi di grado della marina da guerra veneta verso la metà del ‘700, in: Nuovo archivio veneto XXVII (1914) 482–484.
- L’archivio Tiepolo, in: Gli Archivi italiani (1915) 131–137.
- Il navigatore Alvise da Mosto e la sua famiglia, in: Archivio Veneto, ser. 5, II (1927) 168–260.
- I navigatori Nicolò e Antonio Zeno, in: Ad Alessandro Luzio gli Archivi di Stato italiani. Miscellanea di studi storici, Bd. I, Florenz 1933, S. 293–308.
- Guida per le ricerche dello studioso del Risorgimento italiano nell’Archivio di Stato di Venezia, in: Miscellanea veneziana (1848–1849), Venedig 1936, S. 93–126.
- L’archivio di stato di Venezia. Indice generale, storico, descrittivo ed annalitico, 2 Bde., Rom 1937 und 1940, Nachdruck Rom 1971. (Digitalisat, Bd. 1 und Bd. 2)
- I dogi di Venezia nella vita pubblica e privata, Venedig 1939, Nachdruck: Taylor & Francis, 1977; Giunti Martello, Florenz 1983.
- I dogi di Venezia con particolare riguardo alle loro tombe, Ferdinando Ongania, Venedig [1939[2]] (Digitalisat, PDF)
- I dogi di Venezia. Le famiglie patrizie, i capi illuminati alla guida della millenaria Repubblica di San Marco, hrsg. von Antonella Grignola, Demetra, 1977.